# 2006년 아시안 게임 당구
2006년 아시안 게임 당구 경기는 2006년 12월 4일부터 12월 11일까지 카타르 도하에서 열렸다. 여자 당구가 이 대회에서 아시안 게임 종목으로 처음 채택되었다.

## 세부종목
2006년 아시안 게임 당구의 세부종목은 다음과 같다:
- 남자 3쿠션 단식
- 남자 잉글리시 빌리어드 단식
- 남자 잉글리시 빌리어드 복식
- 남자 포켓 8볼 단식
- 남자 포켓 9볼 단식
- 남자 스누커 단식
- 남자 스누커 복식
- 남자 스누커 단체전
- 여자 포켓 8볼 단식
- 여자 포켓 9볼 단식

## 참가국
| - 아프가니스탄 - 바레인 - 방글라데시 - 캄보디아 - 중화인민공화국 - 중화 타이베이 - 홍콩 - 인도 - 인도네시아 - 이라크 - 일본 - 요르단 - 쿠웨이트 - 마카오 | - 말레이시아 - 몽골 - 미얀마 - 파키스탄 - 필리핀 - 카타르 - 사우디아라비아 - 싱가포르 - 대한민국 - 스리랑카 - 시리아 - 태국 - 아랍에미리트 - 베트남 |